# 貸倒引当金
貸倒引当金（かしだおれひきあてきん、英: Allowance For Bad Debt, Loan Loss Reserve、米: Allowance for Doubtful Accounts）は、金銭債権の貸倒見積高を計上することにより生じる引当金である。貸方に計上される勘定であるが、貸借対照表上は評価勘定として資産から控除される形で表示される。つまり勘定科目では資産のマイナスを意味する。
これは適正な資産評価および損益計算のために計上される抽象的な概念であり、リスクを定量的に表現したものにすぎない。そのため、貸倒引当金に相当する資金（現金）が現実に確保されるわけではない。

## 概要
貸付金や売掛金などの金銭債権は、計上額すべてを回収できるとは限らず、相手の返済不能等による信用リスクが発生する。貸倒れが生じた場合、当該債権を取崩す（貸方に記入）とともに同額の費用が計上（借方に記入）される。このとき、財務会計上、この費用をどの会計期間に計上するかが問題となるが、基本的には当該債権が生じた会計期間の費用とすべきである。たとえば、第1期に貸し付けを行い、第2期に貸倒れたとするなら、当該貸付金の貸倒れによる費用は第1期に計上すべきである。しかし、第1期においては実際に貸倒れが起こったわけではないので、費用の計上は見積もりによるしかない。よって、各期の決算において翌期以降の貸倒れを見積もり、あらかじめ費用を計上（借方に記入）する。このとき同時に計上（貸方に記入）される勘定が貸倒引当金である。
- 企業会計原則の一般原則六では、予想される将来の危険に備えた会計処理として貸倒引当金の計上を認めており、金融商品に関する会計基準（以下、金融商品会計）や税法上も計上内容ごとに見積方法が定められている。
- 貸倒引当金の計上範囲は、原則として全ての金銭債権が対象となり、立替金などについても計上が認められる。
- 会計処理としては、当期の見積額に応じて借方に貸倒引当金繰入（費用）を、貸方に同額の貸倒引当金（債権科目から控除）を計上する。前期からの繰越額の扱いについては次の方法がある。
  1. 差額補充法 - 前期分と当期分との差額のみ計上する方法。実績法ともいう（会計上）。
  2. 洗替法 - 前期分を一度戻入処理し、当期分を計上する方法（税務上）。
- 実際に貸倒れが生じた場合、当該金銭債権は当期資産の部から控除されるため、これに対応する貸倒引当金も取り崩しされる。このとき、貸倒引当金を超える貸倒れが発生した場合には、その超過分を当期の貸倒損失（費用）として計上する。

## 区分
金融商品会計上は、金銭債権の見積方法により次の3つに区分する。
1. 一般債権 - 問題等の発生していない債権。現時点では貸倒の問題等は生じていないものの、過去の債権貸倒実績率等合理的な方法で計上することが認められている。
2. 貸倒懸念債権 - 重大な問題が発生もしくは発生する可能性が高い債権。個別に回収可能性を勘案し、貸倒見積高を計上する。
3. 破産更生債権 - 実際に破綻した債務者の債権。回収見込高を差し引いた全額を貸倒見積高として個別に計上することとされている。

一方、税務上の区分は
1. 一括評価金銭債権
2. 個別評価金銭債権

である。

### 税務上の区分と企業会計上の区分の差異
両者の対応としては、一般債権が一括評価金銭債権に、貸倒懸念債権と破産更生債権が個別評価金銭債権におおよそ対応するが、貸倒引当金の見積算定方法について金融商品会計（企業会計上）と税務上で若干定義が異なるため両者間には計上額の差異が発生し、税効果会計にも影響する。主な相違点としては、
- 金融商品会計上の破産更生債権等と税務上の個別評価金銭債権の範囲（税務上は債権の評価減は原則として認めていないため、金融商品会計と比べて適用範囲が狭い）
- 一括評価金銭債権に関する貸倒実績率算定方法

などがあり、金融商品会計上の貸倒引当金が税務上の算定額を上回れば、差分は算入限度超過額として、当期への損金算入が認められない。
この金融商品会計と税務上との差分は、税効果会計上将来減算一時差異として当期に繰延税金資産に計上（借方）され、翌期以降の損金算入が認められる時点で取り崩しされることになる。

## 不良債権問題との関連
俗にいう不良債権処理とは、貸倒引当金設定を指す場合が多い。実際に貸倒れが生じる前にあらかじめ費用を計上しておく（費用を先送りしない）こと、資産の過大計上を避けるという意味で、健全な会計処理と評される。ただし、過度な会計処理による貸倒引当金の計上は、企業の財政状態や経営成績の真実な報告をゆがめることにもつながるため、注意を要する。